# きみごろも
きみごろもは奈良県宇陀市の銘菓である。

## 概要
卵白を泡立てたメレンゲに砂糖・蜂蜜・寒天を加えて型に入れて固め、サイコロ状に切ったのち、卵黄で衣をまぶして焼き色をつけたもの。奈良県宇陀市の和菓子屋「松月堂」の初代が考案し、現在では宇陀市内の複数の和菓子屋で製造・販売されている。宇陀市以外では、奈良市の「近鉄百貨店奈良店」（毎週水曜日、松月堂のきみごろもを販売）や東京都中央区の「奈良まほろば館」(週に１度、松月堂のきみごろもを入荷)にて購入することが可能。
柔らかく、ふんわりとした食感が特徴で、和菓子とも洋菓子ともつかない不思議な味わいを持つ。